# El Peñón (Cundinamarca)
El Peñón ist eine Gemeinde (municipio) im kolumbianischen Departamento Cundinamarca.

## Geografie
El Peñón liegt auf einer Höhe von etwa 1310 Metern im Nordwesten von Cundinamarca in der Provinz Rionegro, 121 km von Bogotá entfernt und hat eine Jahresdurchschnittstemperatur von 21 °C. Die Gemeinde grenzt im Norden an Topaipí, im Süden an Vergara und Nimaima, im Osten an Pacho und im Westen an La Peña und La Palma.

## Bevölkerung
Die Gemeinde El Peñón hat 4759 Einwohner, von denen 445 im städtischen Teil (cabecera municipal) der Gemeinde leben (Stand: 2019).

## Geschichte
El Peñón wurde 1822 unter dem Namen El Peñón de Terama mit der Errichtung einer Kirchengemeinde offiziell gegründet. Der Name El Peñón tauchte um 1800 zum ersten Mal auf, wenn auch eine Besiedlung schon früher belegt ist. Vor der Ankunft der Spanier lebte auf dem Gebiet das indigene Volk der Teramas.